# Capilla de la Pura y Limpia
La capilla de la Pura y Limpia es un templo católico del siglo xviii ubicado en el barrio del Arenal, en Sevilla (Andalucía, España). La capilla se halla emplazada concretamente en la antigua zona del Puerto de Indias, en la calle Almirantazgo, junto al Postigo del Aceite, el cual linda con las Reales Atarazanas de Sevilla.
Ejemplo de las numerosas capillas callejeras dedicadas a la Inmaculada Concepción que se levantaron en su momento, esta es la única que se conserva en Sevilla junto con la del patio de Banderas y la de las gradas de la catedral.

## Historia

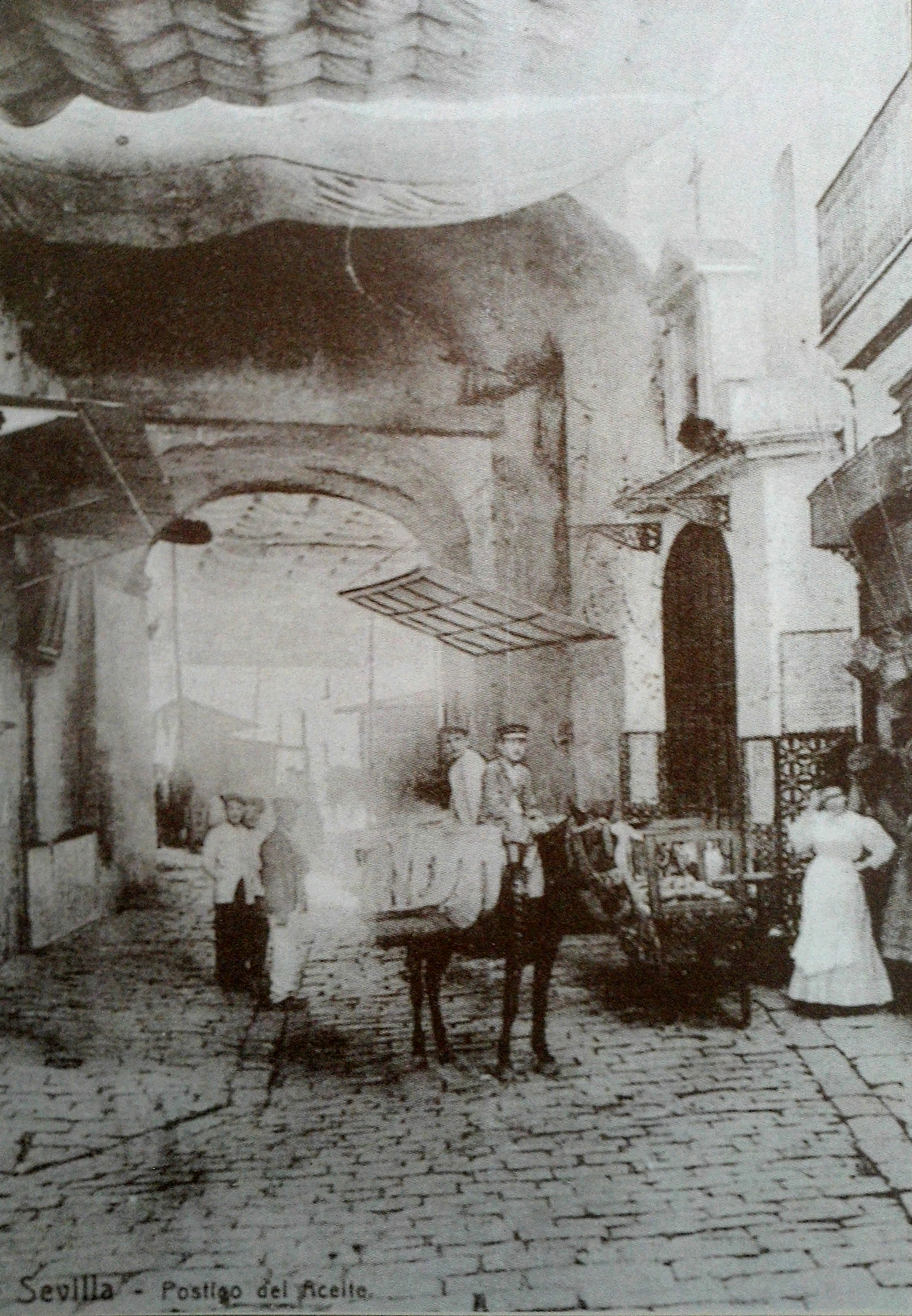
El Postigo del Aceite entre finales del siglo xix y principios del xx. A la derecha se aprecia la Capilla de la Pura y Limpia.

### Orígenes
Los orígenes tanto del templo como de la devoción hacia la Pura y Limpia están vinculados a una pintura de la Virgen dispuesta en un retablo y emplazada por la piedad popular en el entorno donde se asienta la capilla, antiguo punto de entrada a la ciudad. Esta pintura guarda relación a su vez con el grabado presente en una sentencia impresa en Madrid en 1633 por la viuda de Juan González y emitida por el Real Consejo; dicha sentencia ponía fin al pleito de los «Diputados de la puerta del Azeyte de la ciudad de Sevilla: Cuyo derecho defiende el señor Fiscal con el Convento y Frayles de San Miguel de los Angeles de Sanlúcar la Mayor, de la Orden de S. Gerónimo», en relación con la exención de los compradores del aceite del convento del pago de la mitad de la alcabala. La capilla fungió realmente en sus inicios como dependencia de los diputados del aceite hasta que, tras perder su funcionalidad con el paso del tiempo, se convirtió en un oratorio.

### Hermandad
La Pura y Limpia cuenta con una hermandad del mismo nombre cuya existencia se remonta al siglo xviii, citándose a Josefa Tamaral, fallecida en 1784, como una de las fundadoras y datando de 1778 el primer libro de actas que se conserva, si bien hay constancia de que ya en 1727 el arzobispo Luis de Salcedo y Azcona concedía cuarenta días de indulgencia a todo aquel que rezase una salve ante la efigie de la Virgen custodiada en el templo. En 1757 la hermandad solicitó al cabildo la exención del pago de un tributo anual de 50 reales de vellón por el solar que ocupaba la capilla, el cual era de propiedad municipal, quedando la corporación finalmente exonerada de dicha contribución ese mismo año. Las reglas de la hermandad, aprobadas en 1778 por el provisor del arzobispado y en 1795 por el Real Consejo de Castilla, serían objeto de múltiples reformas con el paso de los años, como en 1826 (por parte del cardenal Francisco Javier Cienfuegos Jovellanos),1927 y 1969.

### Actualidad
A comienzos del siglo xx todavía se oficiaba misa en la capilla a hora temprana (ya desde 1793 se celebraba una novena), para lo cual se disponían bancos en plena calle dadas las reducidas dimensiones del templo. El 9 de mayo de 1954 la talla de la Virgen tuvo el honor de procesionar junto con otras imágenes de la Inmaculada Concepción, mientras que el 13 de junio de 1993 el papa Juan Pablo II se arrodilló de improviso ante la imagen en el campo de la Feria, tras subir el pontífice la escalinata del altar allí erigido con el fin de clausurar el XLV Congreso Eucarístico Internacional. Pocos años después, el 8 de diciembre de 2000, la imagen de la Pura y Limpia fue coronada canónicamente por el cardenal Carlos Amigo Vallejo en la Catedral de Sevilla, hecho que ya se había solicitado en 1988.
Actualmente la Hermandad de la Pura y Limpia procesiona la imagen de la Virgen para la celebración de una novena en el Convento de la Encarnación los días previos a la solemnidad de la Inmaculada, oficiando la función principal en la Capilla Real de la catedral.

## Descripción

### Exterior
Emplazada junto al Postigo del Aceite e integrada en un pequeño edificio residencial, la capilla posee una fachada simple con una entrada en arco de medio punto enmarcada por sencillas pilastras unidas entre sí por un arquitrabe compuesto por tres platabandas. En el tímpano figura en azulejos la leyenda «LIMPIA SEA TU PUREZA», mientras que sobre él se dispone una cornisa escalonada en la que se apoya un frontón partido curvo que sirve de marco para la espadaña que corona el conjunto. Esta alberga, cercado por pilastras y enmarcado por pronunciadas volutas, un vano de medio punto el cual contiene una campana con yugo de madera y mecanismo de toque a motor de volteo continuo y electromartillo. La espadaña se remata a su vez con un frontón clásico moldurado y una cruz en el centro con dos jarrones en los extremos. La puerta de entrada, acristalada con el fin de permitir la visión del interior de la capilla desde la calle, posee una forja con barrotes y, en la zona del arco, florituras en forma de voluta. Esta puerta, la cual reemplaza a la anterior realizada en madera, fue instalada por Antonio Delgado y Roig con motivo de una reforma acometida a mediados del siglo xx.

### Interior
El interior, de planta rectangular con arrimaderos de azulejo y techo en arco de medio punto, contiene tres retablos de estilo barroco tardío con policromía dorada: uno de ellos funge como retablo mayor y los otros dos como retablos marco. 

#### Retablo mayor

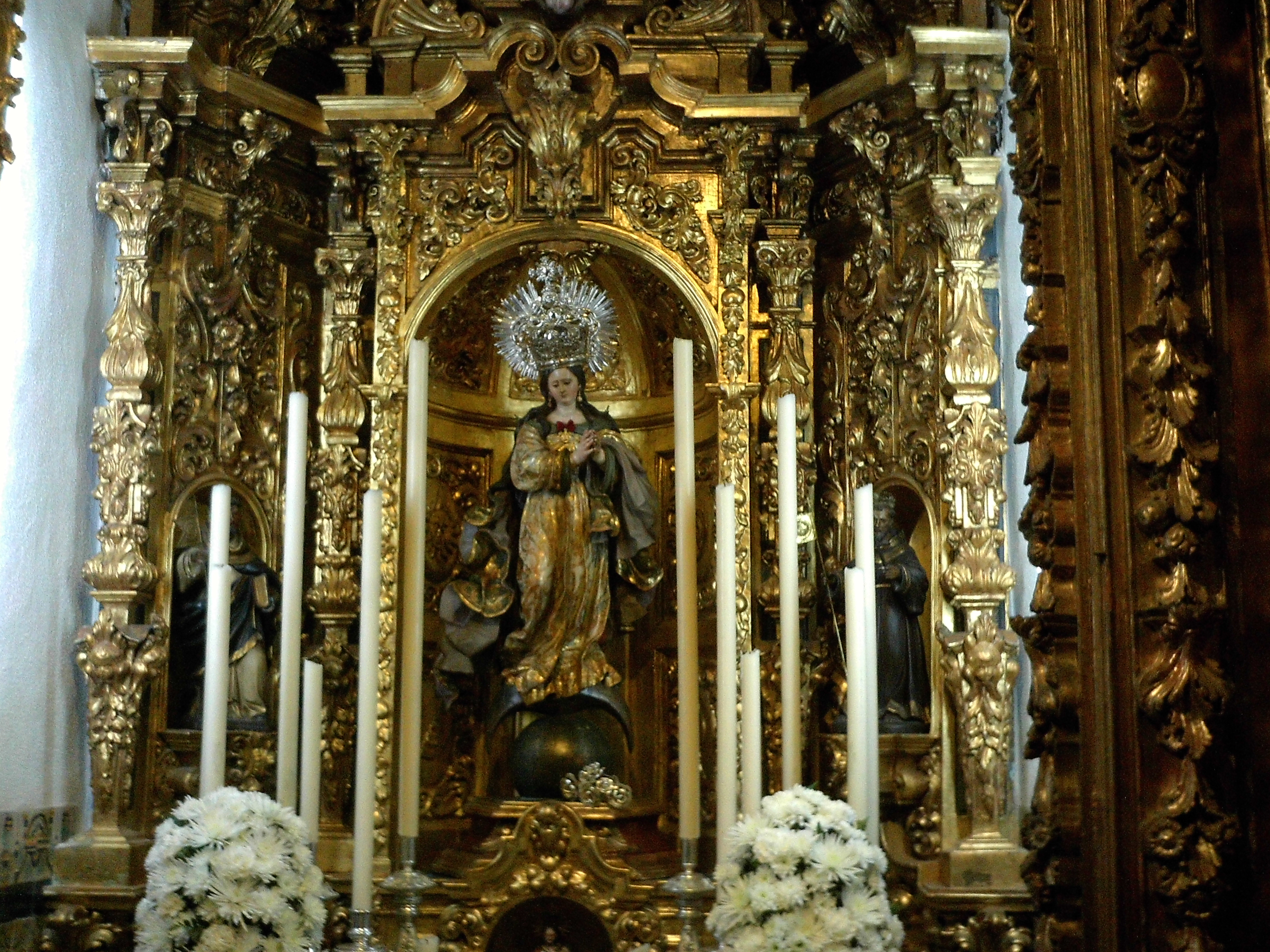
Retablo mayor.

El retablo mayor, valorado en 2000 reales, fue comisionado por la hermandad el 2 de febrero de 1753 al escultor Juan José González, quien en su elaboración siguió la estética de los retablos mayores de la época, creando una copia de los mismos a menor escala. De forma ochavada y encuadrado en la tipología de «retablo público» o «retablo callejero» (uno de los pocos que se conservan), presenta un cuerpo con tres calles, altar, banco y ático. La calle central alberga una hornacina de medio punto la cual cobija la imagen titular y muestra ornamentos del gusto barroco enmarcando bajorrelieves con diferentes símbolos (un sol, una luna, un espejo, etc.), mientras que en las calles de los extremos figuran, en hornacinas de medio punto más pequeñas, imágenes de los santos Domingo de Guzmán y Francisco de Asís a izquierda y derecha respectivamente. 
Debido a la forma ochavada del retablo, las calles de los extremos están enfrentadas, mostrando al igual que la calle central una gran profusión de ornamentos de hojarasca y rocalla, lo que aproxima tímidamente esta obra al estilo churrigueresco. La calle central y los laterales del retablo muestran estípites ricamente decorados, rematados por capiteles corintios y apoyados sobre basas de planta cuadrada, mostrando cabezas de serafines sobre las pirámides inferiores y dos bulbos más arriba. El ático, semicircular y de tipo cascarón, contiene un medallón ovalado y cuadrilobulado en el que se reproduce la Coronación de la Virgen en altorrelieve, todo ello circundado por volutas y dos cartelas con marianologías. Por su parte, el banco alberga una diminuta hornacina de medio punto presidida por una cruz papal de plata (anteriormente la presidía una talla de San José). Esta cruz, obra de Orfebrería Ramos, contiene una reliquia consistente en un trozo ensangrentado de la sotana que Juan Pablo II llevaba puesta cuando sufrió el atentado de 1981.

#### Retablos marco
Los retablos marco se hallan en los muros laterales y poseen menor tamaño y mayor simpleza ornamental. En ellos se muestran lienzos atribuidos al círculo de Murillo, ambos de grandes dimensiones y cercados por un marco cubierto de rocalla: el de la izquierda muestra a San José siendo coronado por el Niño Jesús, mientras que el de la derecha constituye una copia de un cuadro de Murillo en el que figuran las santas Justa y Rufina, patronas de Sevilla. A los pies de este último lienzo destacaba anteriormente un busto de Juan Pablo II, mientras que cerca de la puerta de entrada, junto a los retablos marco, sobresalen dos lápidas, una dedicada a la oración que el pontífice rezó ante la imagen en 1993 y otra conmemorativa del nombramiento de la Real Maestranza de Caballería como Hermana de Honor.

#### Imagen titular

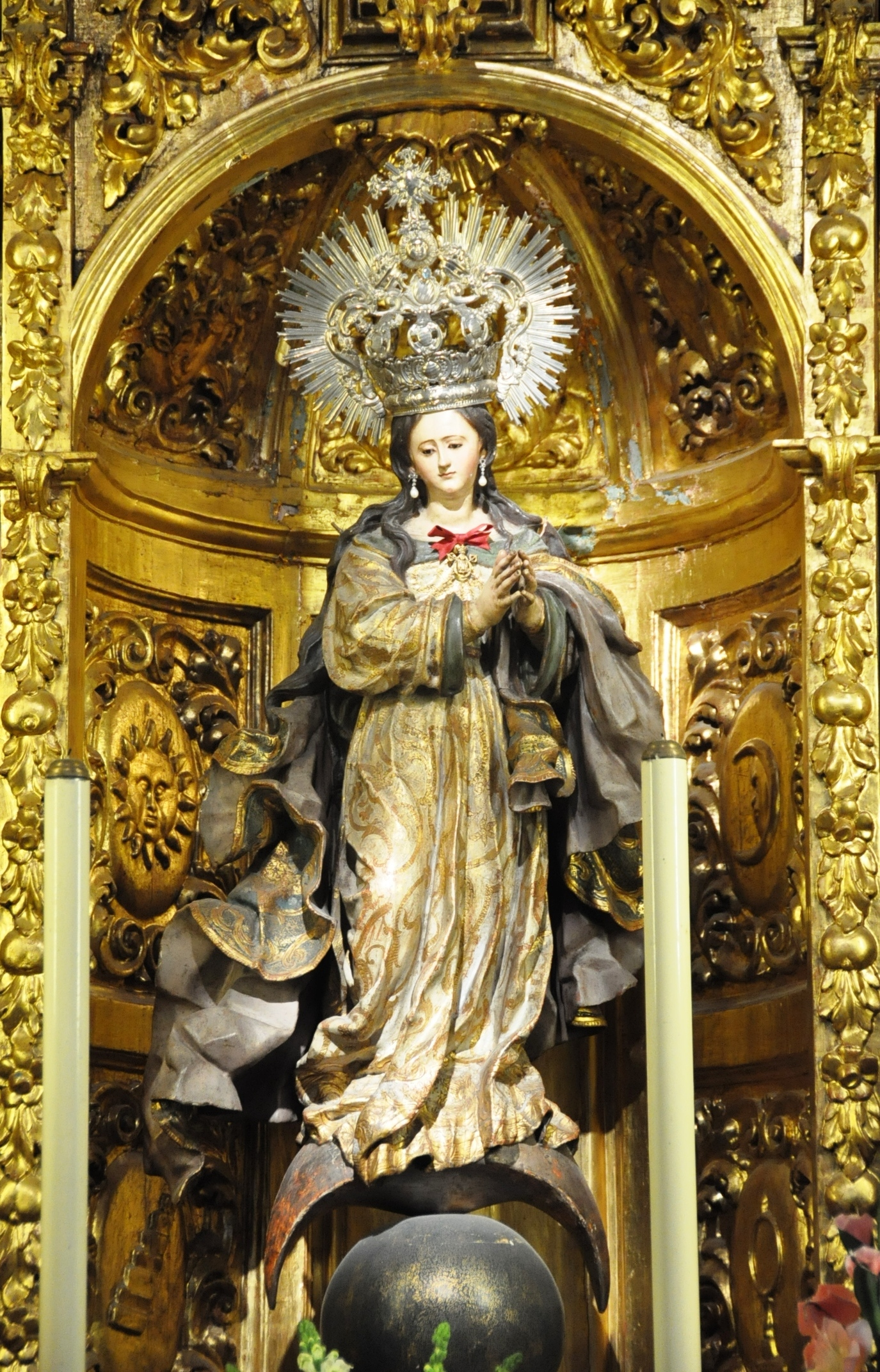
Imagen de la Pura y Limpia, titular de la capilla.

La imagen, popularmente conocida como Pura y Limpia, se suele considerar de autoría anónima, aunque algunas fuentes la atribuyen a Pedro Roldán y otras a su hija Luisa, existiendo también la posibilidad de que sea obra de Pedro Duque Cornejo. Del mismo modo, se desconoce también la fecha exacta de su ejecución; se la suele considerar erróneamente una obra de mediados del siglo xviii, citándose en ocasiones como elaborada en 1753, siendo este en realidad el año de fabricación de su retablo, construido para albergar la talla de la Virgen, cuya existencia queda constatada desde al menos 1727 debido a la concesión de indulgencias en dicho año a quienes rezasen ante la imagen.
La Pura y Limpia mide 80 centímetros de altura y se encuadra en el barroco sevillano. Fiel al estilo impuesto por Martínez Montañés aunque muy evolucionado, presenta un delicado rostro ovalado en el que destacan una boca pequeña de labios finos, nariz puntiaguda y ojos entrecerrados con la vista dirigida al suelo, a imagen y semejanza de La Cieguecita. La melena se halla dividida a ambos lados y los mechones caen sobre los hombros enmarcando el rostro, resaltado por unos pendientes. Los brazos, desplazados levemente al lado izquierdo, están flexionados y las manos juntas en actitud orante. Del brazo izquierdo cuelga un manto con profusión de pliegues y gran movimiento gracias al vuelo de las telas, lo que dota a su vez a la imagen de un fuerte carácter pictórico. La túnica, decorada con estofados, se ciñe a la cintura con un cíngulo y posee una menor profusión de drapeados que el manto así como una mayor estaticidad, si bien el contrapposto creado por la flexión de la pierna derecha evita que el conjunto caiga en el hieratismo típico de las Inmaculadas de Gregorio Fernández, de las cuales se diferencia además por el tratamiento asimétrico de los ropajes. La Virgen se apoya en un escabel compuesto por una esfera en la que se sustenta una media luna con las puntas hacia abajo, acorde a la interpretación de los antiguos tratadistas. La corona que luce es de orfebrería y está circundada por una aureola con rayos a juego con la ráfaga que se le coloca a la imagen cuando no está en el retablo que la custodia.

## Restauración
Entre junio y septiembre de 2021 se llevó a cabo una restauración por parte de las empresas Gestionarte y Geiser en la capilla y su mobiliario, estando las labores financiadas en un 80% por la Consejería de Cultura de la Junta de Andalucía. El templo presentaba problemas de humedad, mientras que el retablo mayor tenía deficiencias en la sujeción y un grave deterioro en la hornacina principal, la cual contenía refuerzos metálicos fruto de una restauración anterior. Por su parte, los retablos laterales adolecían de una gran inestabilidad debido a varios orificios así como roturas y rajas en la madera además de desgaste de la policromía y repintes, haciéndose necesarias, entre otras, labores de reintegración volumétrica y cromática.
Junto con el templo, dotado de una nueva instalación eléctrica, se procedió también a restaurar la imaginería. La talla de la Virgen se hallaba deteriorada debido a los cambios de temperatura y al grado de humedad derivados de su exposición, detectándose a mayores la presencia de xilófagos. La imagen, cuya última restauración había sido llevada a cabo por José Rodríguez Rivero Carrera hacía veinte años, también presentaba daños en la policromía y una alteración del barniz junto con acumulación de sustancias como hollín. Respecto a las tallas de Santo Domingo de Guzmán y San Francisco de Asís, estas mostraban igualmente un deterioro generalizado además de una policromía posterior en las vestiduras (ambas fueron exhibidas en la exposición Glorias, celebrada en los Baños de la Reina Mora del 23 de septiembre al 23 de octubre de 2021). Por su parte, los lienzos apenas requirieron tareas de conservación debido a su reciente restauración mediante un convenio de colaboración suscrito con la Universidad de Sevilla.
Tras el fin de las labores de reparación, durante las cuales la imagen de la Virgen estuvo retirada del culto y la capilla cerrada, el templo volvió a abrir sus puertas el 22 de octubre de 2021 con la bendición del oratorio y su imagen titular por parte del arzobispo de Sevilla José Ángel Saiz.